# شهدطوطیک سرزیتونی

شهدطوطیک سرزیتونی (نام علمی: Trichoglossus euteles) که به آن شهدطوطی کامل نیز گفته می‌شود، گونه‌ای از طوطی‌ها از خانواده طوطیان سبز است که در جنگل‌ها و مناطق کشت‌شده در تیمور و جزایر کوچک‌تر پیرامونی یافت می‌شود.
این گونه از شهدطوطیک رنگین‌کمان در پرورش پرندگان پرطرفدار است.